# Chlorops caucasicus
Chlorops caucasicus är en tvåvingeart som beskrevs av Smirnov 1964. Chlorops caucasicus ingår i släktet Chlorops och familjen fritflugor. Inga underarter finns listade i Catalogue of Life.